# Асфалтени
Асфалтените са молекулни вещества, които се намират в суровия нефт, заедно със смоли, ароматни въглеводороди и наситени въглеводороди (т.е. наситени въглеводороди като алкани).  Думата „асфалтен“ е измислена от Жан Батист Бусинго (Jean Baptiste Boussingault) през 1837 г., когато той забелязва, че остатъците от дестилацията на някои битуми имат свойства, подобни на асфалт. Асфалтените под формата на асфалтови или битумни продукти от петролните рафинерии се използват като настилки за пътища, хидроизолация за покриви и водоустойчиви покрития за основите на сгради.

## Състав
Асфалтените се състоят предимно от въглерод, водород, азот, кислород и сяра, както и следи от ванадий и никел. Съотношението C:H е приблизително 1:1,2, в зависимост от източника на асфалтена. Асфалтените се дефинират оперативно като n-хептан (C
7H
16) – неразтворим, толуен (C
6H
5CH
3) – разтворим компонент на въглероден материал като суров нефт, битум или въглища. Доказано е, че асфалтените имат разпределение на молекулните маси в диапазона от 400 u до 1500 u, но средните и максималните стойности са трудни за определяне поради агрегирането на молекулите в разтвор.

## Анализи
Трудно е да се определи молекулната структура на асфалтените, тъй като молекулите са склонни да се слепват в разтвор.  Тези материали са изключително сложни смеси, съдържащи стотици или дори хиляди отделни химически съединения. Асфалтените нямат конкретна химична формула: отделните молекули могат да варират в броя на атомите, съдържащи се в структурата, а средната химическа формула може да зависи от източника. Въпреки че са били подложени на съвременни аналитични методи, включително добре познатия SARA анализ чрез TLC-FID SARA метод, масспектрометрия, електронно-спинов резонанс и ядрено-магнитен резонанс, точните молекулярни структури са трудни за определяне. Като се има предвид това ограничение, асфалтените се състоят главно от полиароматични въглеродни пръстенни единици с кислородни, азотни и серни хетероатоми, комбинирани със следи от тежки метали, особено хелатиран ванадий и никел, и алифатни странични вериги с различна дължина.  Много асфалтени от суров нефт по света съдържат подобни пръстеновидни единици, както и полярни и неполярни групи, които са свързани помежду си, за да образуват силно разнообразни големи молекули. 
Асфалтените след нагряване  са подразделени на: Нелетливи (хетероциклични N и S видове) и летливи (парафин + олефини, бензоли, нафталини, фенантрени, няколко други). J. G. Speight  съобщава за опростено представяне на разделянето на петрола в следните шест основни фракции: летливи наситени вещества, летливи ароматни вещества, нелетливи наситени вещества, нелетливи ароматни вещества, смоли и асфалтени. Той също така докладва произволно дефинирани физически граници за петрола, използвайки въглеродно число и точка на кипене.

## Геохимия
Днес асфалтените са широко признати като дисперграни, химически променени фрагменти от кероген, които мигрират от изходната скала за петрола по време на нефтената катагенеза. Смятало се, че асфалтените се държат разтворени в нефта от смолите (със сходна структура и химия, но по-малки), но последните данни показват, че това е неправилно. Всъщност се предполага, че асфалтените са наноколоидно суспендирани в суров нефт и в толуенови разтвори с достатъчни концентрации. Във всеки случай за течности с ниско повърхностно напрежение, като алкани и толуен, повърхностно активните вещества не са необходими за поддържане на наноколоидни суспензии на асфалтени.
Съотношението никел / ванадий на асфалтените отразява pH и Eh условията на палео-отлагащата среда на месторождението на нефта (Lewan, 1980; 1984) и следователно това съотношение се използва в петролната индустрия за oil to oil корелация и за идентифициране на скали за потенциално съдържание на нефт.

## Местонаходище
Тежките нефтове, нефтените пясъци, битумите и биоразградените масла (тъй като бактериите не могат да усвоят асфалтените, но лесно консумират наситени въглеводороди и някои ароматни изомери на въглеводороди – контролирани ензимно) съдържат много по-високи пропорции на асфалтени, отколкото средните API-нефтове или леките нефтове. Петролните кондензати са практически лишени от асфалтени.

## Измерване/изследване
Тъй като съотношението на електронните завъртания към грам е постоянно за определен вид асфалтен , тогава количеството асфалтен в нефта може да бъде определено чрез измерване на неговия електронно-спинов резонанс. Измерването на електронно-спиновия резонанс нефта в сондата, докато се добива петролът, дава директна индикация дали количеството асфалтен се променя (например поради кондензация или утайки в тръбата отдолу). 
В допълнение, агрегацията, утаяването или отлагането на асфалтен понякога могат да бъдат предсказани чрез моделиране  или методите на машинно обучение  и могат да бъдат измервани в лабораторията с помощта на образни методи или филтриране.

## Проблеми в нефтопреработването
Асфалтените придават висок вискозитет на суровите нефтове, което оказва негативно влияние върху нефтопреработката, също така променливата концентрация на асфалтени в суровите нефтове в отделните резервоари създава безброй производствени проблеми.

## Замърсяване на топлообменно оборудване
Известно е, че асфалтените са една от най-големите причини за замърсяване в топлообменното оборудване в нефтопреработването. Те присъстват в сферичните клъстери от въглеводородни молекули в суровия нефт, действащи като емулгатори, които могат да бъдат разградени чрез реакция с парафини при висока температура. След като сферичният клъстер бъде премахнат, полярните асфалтенови агломерати се транспортират до стените на тръбата, където могат да залепнат и да образуват слой на замърсяване.

## Отстраняване на асфалтени
Химичните обработки за отстраняване на асфалтен включват:
1. Разтворители
2. Диспергатори / разтворители
3. Масла / диспергатори / разтворители

Подходът диспергатор / разтворител се използва за отстраняване на асфалтените от минералните пластове. Може да се наложи непрекъснато третиране, за да се инхибира отлагането на асфалтени по стените на тръбопроводите. Партидните обработки са често срещани за оборудването за дехидратация и дъното на резервоарите. Съществуват и инхибитори на утаяването на асфалтен, които могат да се използват при непрекъснато третиране или изцеждане. 